# Katharina Abt
Katharina Müller-Elmau, née le 6 juin 1967 à Munich, est une actrice allemande.

## Biographie
Elle est née à Munich et y a grandi. De 1988 à 1991, elle fréquente la Westphalian Drama School de Bochum.
Son premier engagement a lieu au Théâtre de Dortmund (de), puis au Schauspielhaus de Zurich de 1993 à 1997. Lorsque son partenaire de l'époque, Daniel Karasek, devient directeur du Théâtre de Wiesbaden en 1997, Katharina Abt l’accompagne et travaille de plus en plus dans des productions télévisées.
Fin des années 1980, elle joue plusieurs rôles majeurs au théâtre et à la télévision. Elle est la première commissaire de la série allemande Die Rosenheim-Cops depuis 2016 .

## Filmographie

### Cinéma
- 1988 : Adrian und die Römer
- 1990 : Bronsteins Kinder
- 1990 : Herz in der Hand
- 1993 : Nordkurve
- 1998 : Südsee, eigene Insel

### Télévision
- 1985 : Un cas pour deux : Rotkäppchen
- 1985 : Alles Paletti
- 1987 : The Contract
- 1988 : La Clinique de la Forêt-Noire : épisodes 54 et 55 : Jessica Mühlbauer
- 1988 : Inspecteur Derrick : De beaux jours (Eine Reihe von schönen Tagen)[2]
- 1988 : Wieviel Liebe braucht der Mensch
- 1989 : Tatort : Die Neue
- 1989 : Le Gorille (Le gorille se mange froid)
- 1990 : Un cas pour deux : Madonna
- 1991 : L'Enquêteur
- 1992 : Tatort : Unversöhnlich
- 1993 : Mittsommernacht
- 1997 : Du hast mir meine Familie geraubt
- 1998 : Der Bulle von Tölz : Tod eines Strohmanns
- 1999 : JETS – Leben am Limit
- 2000–2001 : Die Kumpel
- 2001 : Wilsberg und der Schuss im Morgengrauen
- 2002 : Tatort : Bienzle und der süße Tod
- 2003 : Brigade du crime (SOKO Leipzig) : Die Witwe
- 2003–2004 : Die Albertis
- 2003–2005 : Unsolved (Der Elefant)
- 2005 : Die Tote vom Deich
- 2006 : Die Verzauberung
- 2006–2009 : Der Bulle von Tölz
- 2006 : Der Staatsanwalt: Königskinder
- 2006 : Katharina die Große (documentaire)
- 2007 : L'Été enchanteur (Die Verzauberung)
- 2008 : Alerte Cobra : Unter Druck
- 2009 : Heimkehr ins Glück
- 2009 : Un mari, un amant, un bébé (Liebe in anderen Umständen)
- 2010 : Auftrag in Afrika
- 2010 : Mon trésor du bout du monde (Haltet die Welt an)
- 2011 : Familie Dr. Kleist
- 2011 : Le Renard : Tödliche Ermittlung
- 2011 : Von Mäusen und Lügen

- 2011 : Le Renard Bis zum Äußersten
- 2012 : Die Jagd nach dem weißen Gold
- 2012 : Unter Frauen
- 2012 : Das Traumschiff

- 2013: Die Rosenheim-Cops : Ein Teich, ein Frosch, ein Mord
- 2014: Brezeln für den Pott
- 2014: Notruf Hafenkante : Bataillon d'Amour
- 2015: Notruf Hafenkante : Hans im Glück
- 2015: Herzensbrecher : Vater von vier Söhnen, Zivilcourage
- 2016: Die Rosenheim-Cops
- 2016: Notruf Hafenkante : Crystal
- 2016: Notruf Hafenkante : Gegen die Uhr
- 2017: In aller Freundschaft: Die jungen Ärzte, Wer wagt, gewinnt
- Depuis 2018: Die Rosenheim-Cops
- 2019: Rosamunde Pilcher: Meine Cousine, die Liebe und ich
- 2019: In aller Freundschaft : Die wilde Heidi
- 2019: Scheidung für Anfänger